# یک ماه عسل پرجنب‌وجوش
یک ماه عسل پرجنب‌وجوش (انگلیسی: A Jazzed Honeymoon) یک فیلم کمدی صامت کوتاه به کارگردانی هال روچ است که در سال ۱۹۱۹ منتشر شد.

## بازیگران
- هارولد لوید
- اسناب پالرد
- ببه دنیلز
- سمی بروکس
- والاس هاو
- باد جیمیسون
- مارگارت جاسلین
- دی لمپتون
- گاس لئونارد
- بل میچل
- ماری موسکینی
- دوروثیا والبرت
- نوآ یانگ
- استل هَریسون